# Ісус (Південний Парк)
Ісус Христос (англ. Jesus Christ) — персонаж мультиплікаційного серіалу «Південний парк», заснований на месії християнської релігії Ісуса Христа. У перших сезонах серіалу Ісус працює телеведучим на кабельному телеканалі Південного Парку, у власному ток-шоу «Ісус і його приятелі», живе в будинку під номером 80122. Він гине в епізоді 617 і воскресає в епізоді 1105 (де знову гине від руки Кайла і знову воскресає). В епізоді 1 111 Ісус є жителем країни уявних персонажів — Уявляндії і членом керівного органу країни консулату дев'яти.
Коли Трей Паркер і Метт Стоун тільки починали розробляти ідею майбутнього серіалу «Південний парк», вони вже хотіли використовувати Ісуса як персонажа; він грає важливу роль в двох попередніх короткометражках серіалу під загальною назвою «Дух Різдва», і було вирішено, що він перейде в серіал. У другій частині «Духа Різдва», «Ісус проти Санти», він з'являється в своєму нинішньому серіальному вигляді. При питаннях про те, чи є жарти про Бога та Ісуса антихристиянськими, Паркер і Стоун відповідають, що ні; вони просто вважають, що гумор може базуватися абсолютно на будь-яких речах.

## Персонаж
Заснований на історичному і легендарному християнському месії, Ісус в серіалі показаний в цілому відповідним аріанським, а не традиційним християнським уявленням про нього; він тільки син Бога, але не Бог, має цілу низку сил, включаючи передбачення, зцілення і здатність до відродження. Характеристика його здібностей варіюється в різних серіях — так, згідно з епізодом «Суперкращі друзі», деякі з його чудес є фікціями, насправді не вимагають ніяких здібностей, а в серії «Чудова пасхальна історія» сказано, що він набуває здатності тільки після смерті.
Ісус в серіалі — спокійний і не дуже впевнений у собі, дуже добре ставиться до всіх навколо, трохи сумний персонаж. Проте, іноді він поводиться в тому ж стилі, як і інші персонажі серіалу. Тоді як в епізоді «Деміен» Ісус показаний невпевненим в собі і малоздібним до серйозної битви, в інших серіях («Убити Санта-Клауса», «Чудова пасхальна історія», «Уявляндія, епізод III») Ісус легко обходиться зі зброєю і володіє бойовими навичками. У повнометражному фільмі «Великий, довгий і необрізаний» можна побачити, що Ісус є солдатом армії США. Ісус є членом групи супергероїв — релігійних пророків «Суперкращі друзі», які борються зі злом (крім Будди, який не вірить в існування зла); Він, як один з наймудріших вигаданих персонажів, разом з Асланом, Люком Скайвокером і іншими входить в верховну раду Уявляндії.

## «Ісус і його приятелі»
До своєї другої смерті Ісус вів на кабельному телебаченні Південному Парку власне телешоу «Ісус і його приятелі» (англ. Jesus and Pals). Залежно від епізоду його формат варіюється — зазвичай це просто відповіді Ісуса на телефонні дзвінки, але іноді він приймає в студії гостей, хоча не відрізняється талантом брати інтерв'ю. Шоу не дуже популярне в місті, хоча навіть католицький священик отець Максі в епізоді «Деміен», побачивши Ісуса, каже: «Дивіться, це ж хлопець з місцевого телешоу!» В епізоді «Мексиканська Зирян жаба з південної Шрі-Ланки» шоу Ісуса вступає в рейтингову конкуренцію з програмою Джимбо і Неда «Полювання і вбивство». Продюсер змушує Ісуса міняти формат шоу, роблячи його більш кричущим, а в кінцевому підсумку організовує в ефірі бійку Стена, Кайла, Картмана і Кенні з Джимбо і Недом. Коли Ісус розуміє, що його не влаштовує те, що відбувається, він повертається до старого формату, відіславши продюсера в пекло.
Сатира, суттю якої є це шоу, полягає в тому — що Ісус Христос є на землі для другого пришестя, але його ніхто не впізнає. В результаті Ісусу, щоб донести свої думки до людей, доводиться вести це кабельне телешоу. Але і в цій якості його ігнорує більшість жителів міста.

## Ісус і Pussy Riot
В кінці серії «Браслет для оплесків» Ісус демонструє футболку з написом «Free Pussy Riot» (Свободу Пуссі Райот) і натовп підтримує його. Після виходу серії депутат Держдуми РФ від партії ЛДПР Вадим Дєньгін вкрай критично відгукнувся про серіал, заявивши, що даний епізод принижує російську православну церкву, деякі політики запропонували повністю заборонити трансляцію серіалу на території Росії. У цій же серії показується, що Ісус зовсім не страждав за гріхи людські, а насправді був на той момент в стані наркотичного кайфу. Примітно, що цей аспект з боку політиків і Вадима Дєньгіна згаданий не був.